# Patricia Giggans
Patricia Occhiuzzo Giggans, también conocida como Patti Giggans, (25 de octubre de 1944) es una activista y feminista estadounidense y defensora de las víctimas de la violencia contra las mujeres.

## Trayectoria
Giggans se licenció en Psicología por la Universidad de Búfalo e hizo posteriormente un máster en Administración de Organizaciones sin Ánimo de Lucro de la Universidad de San Francisco. Giggans estudió kárate en profundidad y obtuvo el cinturón negro y el título de Maestra Entrenadora de Defensa Personal. En 1976, fundó Karate Woman, la primera escuela de artes marciales para mujeres en el sur de California.
Desde 1985, ha sido Directora Ejecutiva de Peace Over Violence, una agencia sin ánimo de lucro que funciona como centro de prevención de la violencia sexual, doméstica e interpersonal que ofrece intervención en situaciones de crisis y apoyo a las víctimas de este tipo de violencia. La organización fue fundada en 1971 y anteriormente se conocía como Los Angeles Commission on Assaults Against Women, o LACAAW por sus siglas en inglés.
En 1999, Giggans puso en marcha el Denim Day en Los Ángeles, que desde entonces se ha convertido en una campaña nacional de educación y prevención de violaciones para combatir la violencia sexual y apoyar a sus víctimas. La campaña se inició a raíz de una sentencia dictada en 1998 por la Corte Suprema de Casación (de Italia) en la que se anuló una condena por violación, porque los magistrados consideraron que, debido a que la víctima llevaba unos vaqueros muy ajustados, debió de colaborar con el agresor y ayudarle a quitárselos, por lo que concluían el acto fue consentido.
Las mujeres del Parlamento italiano protestaron usando vaqueros en la escalinata de la Corte. La protesta fue recogida por los medios internacionales e inspiró a Giggans, que consideraba que "todo el mundo debería llevar vaqueros para protestar contra todos los mitos sobre por qué se viola a las mujeres". Peace Over Violence organiza el Denim Day cada mes de abril desde 1999 en honor al Mes de Concienciación sobre la Agresión Sexual.
El 24 de noviembre de 2016, Sheila Kuehl nombró a Giggans para la Comisión de Supervisión Civil del Sheriff del Condado de Los Ángeles, que trabaja para impulsar la transparencia y aumentar la confianza entre las comunidades y el Departamento del Sheriff. Prestómservicios en los Comités Ad Hoc del Programa de Asistencia y Comunicación Familiar y del Equipo de Evaluación Mental. Giggans fue elegida presidenta de la comisión en 2018. Es fundadora de la Junta Directiva de la California Partnership to End Domestic Violence y ex Presidenta de la California Coalition Against Sexual Assault.
Giggans se casó con su pareja Ellen Ledley en una ceremonia oficiada por la entonces senadora del estado de California, Sheila Kuehl, el 8 de marzo de 2004.

## Reconocimientos
Giggans ha recibido el Durfee Foundation Stanton Fellow y el Premio a la Trayectoria de la Asociación de California para Terminar con la Violencia Doméstica (CPEDV).

## Obra
- In Touch With Teens, Women’s Self-Defense and Safety: An Empowerment and Resiliency Model (En contacto con los adolescentes, autodefensa y seguridad de la mujer: Un modelo de capacitación y resiliencia)
- When Dating Becomes Dangerous: A Parent’s Guide to Preventing Relationship Abuse (Cuando las citas se vuelven peligrosas: Guía para padres para prevenir el maltrato en las relaciones de pareja)[10]
- 50 Ways to A Safer World (50 maneras de lograr un mundo más seguro)
- What Parents Need to Know About Teen Dating Violence (Lo que los padres deben saber sobre la violencia en las citas entre adolescentes).[11]